# 海伦·约瑟夫
海伦·约瑟夫（英語：Helen Joseph，1905年4月8日—1992年12月25日）是南非一位女性反种族隔离活动家。

## 生平
海伦出生于英国蘇塞克斯郡，1927年毕业于倫敦大學英语系，随后前往印度，在海德拉巴的马赫布比亚女子学校任教三年。大约在1930年，她离开印度经南非前往英国。然而她卻在德班定居，在德班，她认识了比她大17岁的犹太牙医比利·约瑟夫（Billie Joseph），并于1931年结婚。二战結束後，她与比利·约瑟夫离婚，并在开普敦有色人（混血）地区的一个社区中心工作。
1951年，海伦申请担任德兰士瓦服装协会（Transvaal Clothing Society）医疗援助协会（Medical Aid Society）的秘书主任。当时海伦第一次见到制衣工人工会的负责人索莉·萨克斯。
正是在此時，她对南非黑人的生活状况感到震惊，她開始与活动家并肩作战，为黑人争取更大的权利，如保健、言论自由、种族平等和妇女权利。她是民主党人大会的创始人之一，並於1955年在克利普敦人民大会上宣读《自由宪章》。1956年8月9日，海倫带头组织了南非女性大遊行，以抗议《通行證法》。
由于海倫積極參與反种族隔离活动，她于1956年12月以叛国罪被南非當局逮捕。1961年，海倫被无罪释放。不久她又在1962年10月13日被软禁。她不止一次险些丧命，她的卧室被子弹射穿，她的前门也被装上了炸弹。1971年5月，她被短暂释放，以便她能在约翰内斯堡的一家医院接受癌症手术。尽管她从未被定罪，但她已连续在家中被軟禁了3,145天。1985年，海倫終於徹底獲得自由，当时她已80岁，累計禁锢年限達23年。